# Шипковица (Тетово)
Шипковица (мкд. Шипковица) је насеље у Северној Македонији, у северозападном делу државе. Шипковица припада општини Тетово.
Изнад Шипковице се налази Попова Шапка, најпознатије зимско туристичко и скијашко одредиште на македонском делу Шар-планине.
Шипковица је до 2004. године била седиште истоимене општине, која је потом прикључена општини Тетово.

## Географија
Насеље Шипковица је смештено у крајње северозападном делу Северне Македоније. Од најближег већег града, Тетова, насеље је удаљено 12 km северозападно.
Шипковица се налази у доњем делу историјске области Полог. Насеље је положено у високо положеној долини речице Тетовске пене, подно највиших врхова Шар-планине. Западно од насеља се издиже главно било Шар-планине. Надморска висина насеља је приближно 1.080 метара.
Клима у насељу је планинска због знатне надморске висине.

## Историја
Поред Шипковице је око 1937. прављен аутомобилски пут Тетово-Призрен, за који је тада предвиђено да ће бити највиши такав у земљи.

## Становништво
Шипковица је према последњем попису из 2002. године имала 2.826 становника.
Претежно становништво у насељу су Албанци (99%).
Већинска вероисповест је ислам.